# Palazzo Astolfi

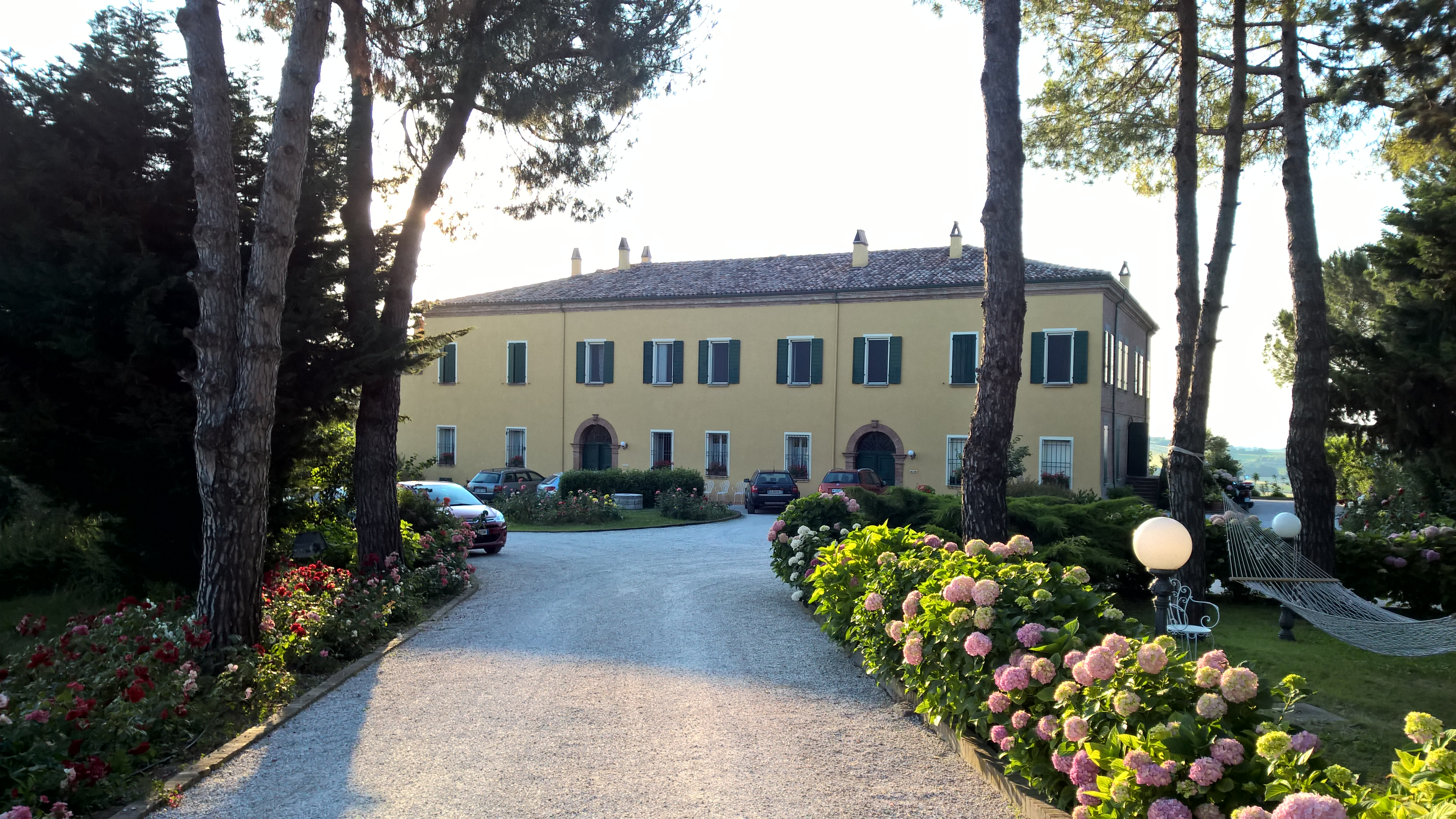
Ingresso al parco e facciata del Palazzo

Palazzo Astolfi è la denominazione con la quale, a partire dagli anni Novanta del Novecento, viene identificato un edificio storico situato nel centro abitato di Poggio Berni del Comune di Poggio Torriana.

## Storia
Precedentemente noto come Palazzo Gigliendi, l'edificio si trova sotto la Piazza S. Rocco e faceva parte delle tre fortificazioni presenti anticamente a Poggio Berni.

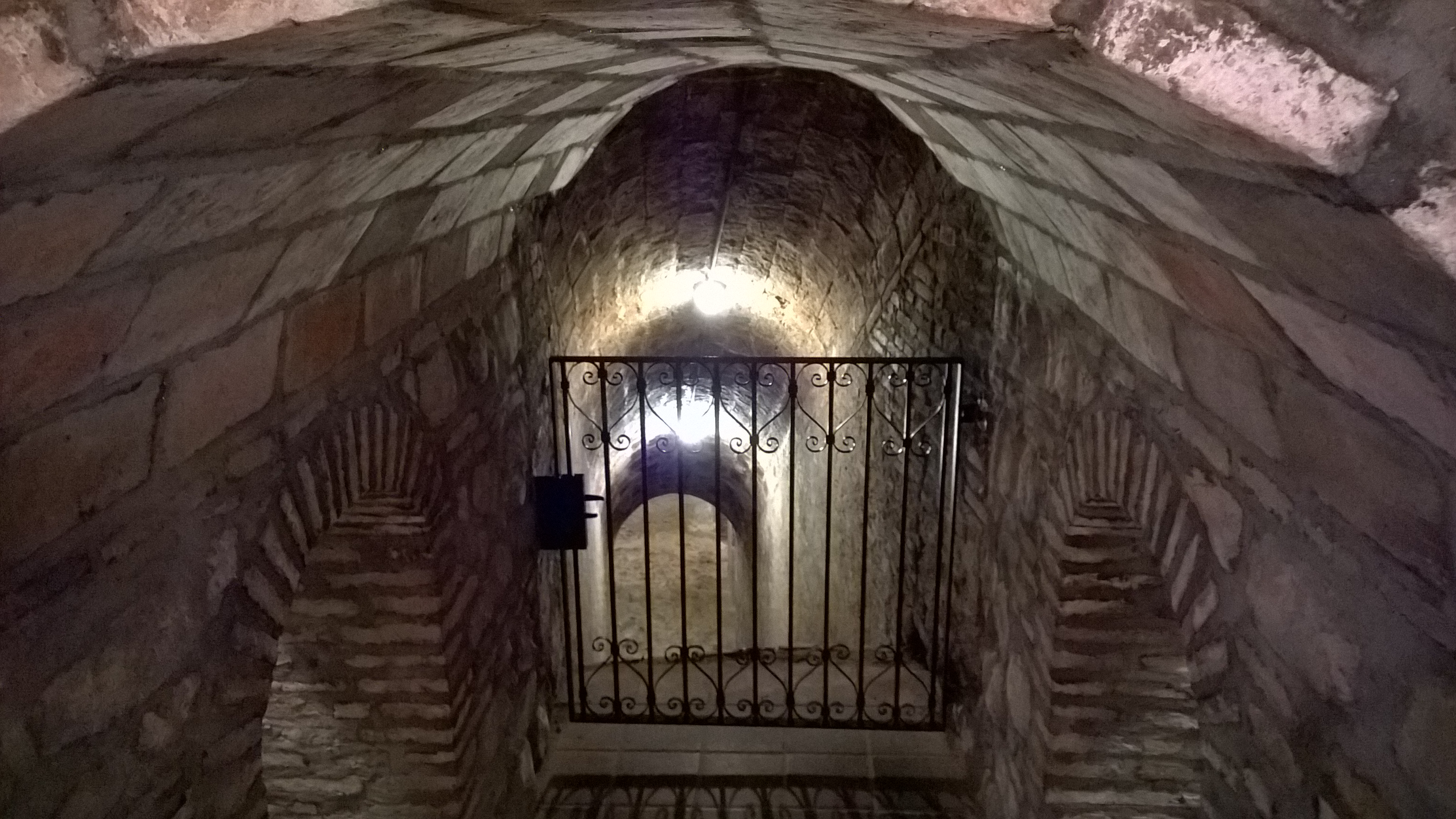
Sotterranei del Palazzo e ingresso alla grotta, che scende in profondità in direzione del centro abitato. La grotta è attualmente interrotta da un crollo avvenuto durante gli eventi della Seconda Guerra Mondiale.

Palazzo Astolfi sorge infatti sulle tracce di una precedente fortificazione o castellum, di epoca medievale, tracce tuttora presenti nelle grotte delle cantine. Nel XVIII secolo il sito diventa la dimora di campagna di un alto prelato Riminese e l'edificio assume l'aspetto, che oggi vediamo, di un palazzo settecentesco costruito come espressione dell'idea del vivere in villa in voga in quel periodo. Il piano nobile è contraddistinto da ampi saloni con soffitti a volta affrescati, mentre all'esterno sono osservabili la caratteristica facciata e la corte con pozzo.

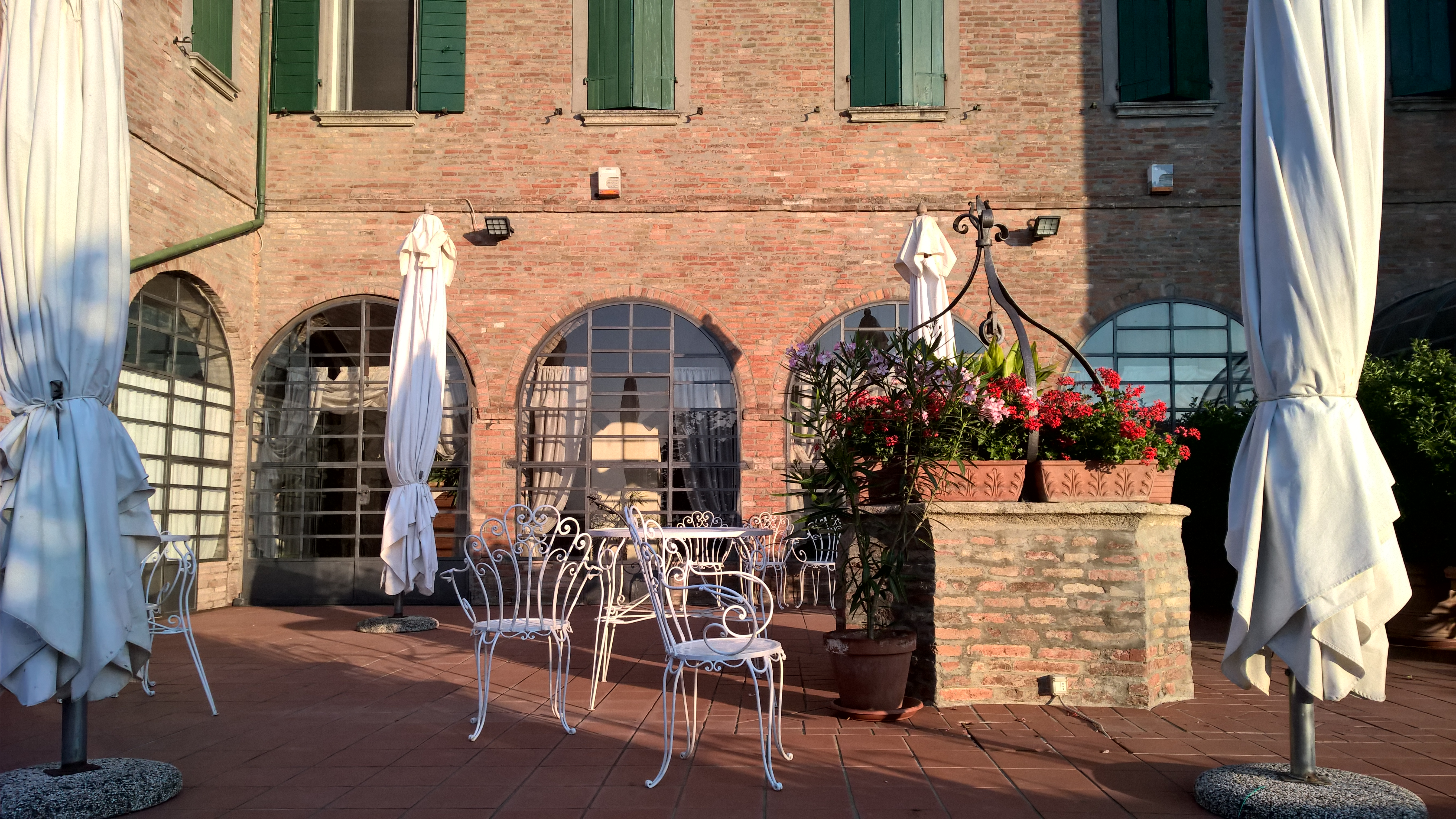
Corte con pozzo

Nel periodo fra il XIX ed il XX secolo il palazzo costituisce la residenza principale della ricca famiglia Giliendi fino a quando, negli anni '20 del 1900, viene acquistato dai fratelli Astolfi, originari di Poggio Berni e rimpatriati dopo aver trascorso diversi anni in America. Durante la seconda guerra mondiale alcuni bombardamenti coinvolsero marginalmente anche il palazzo e la cappella, annessa al fabbricato principale, venne distrutta.
Dopo la guerra gli Astolfi vendettero la residenza e la circostante tenuta con le case coloniche. 
Un avvicendarsi di passaggi porta, nei primi anni '90 del 1900, alla attuale proprietà: la Famiglia Pesaresi, che ha realizzato il recupero del palazzo,  degli altri edifici minori e una rinnovata conduzione dei vigneti e degli oliveti che lo circondano.